# 법언어학
법언어학(legal linguistics 또는 forensic linguistics 또는 language and the law)은 법률 텍스트(legal text), 범죄 수사, 재판 및 사법 절차등 법 시스템에서 법해석의 법률적 맥락(contexts)에 대한 언어 지식, 언어학(linguistics)적 방법 및 통찰력을 적용하는 것이다. 이것은 응용 언어학의 한 분야이다.

## 주요 주제
| 주제 목차 | 예시                                                   |
| 1         | 법률시스템과 언어학                                    |
| 2         | 언어사용의 이해 -당사자간의 의사표시와 문서(document)  |
| 3         | 법률해석(전문용어와 구문의 문장구조)                   |
| 4         | 법률텍스트1(성문법과 불문법)                           |
| 5         | 법률텍스트2(계약서,정보제공서식)                       |
| 6         | 발언권1-컨텍스트(context)와 다의성 그리고 불확실성     |
| 7         | 발언권2- 질문과 답변 그리고 청취 및 진술거부권(무응답) |
| 8         | 언어폭력과 언어범죄                                    |
| 9         | 언어적 창작권과 언어적 증거의 제공 그리고 방청권       |
| 10        | 법과학과 논리언어학 그리고 인류언어학(통역,번역)       |
| 11        | 법언어학과 사회심리학                                  |
| 12        | 법언어학적 전략과 연구방법론                           |

## 융합학문
법언어학 분야는 다양한 분야의 전문가와 연구자가 참여하는 학제간 융합 및 응용분야이다.
최근 국내 법언어학에서는 지속적인 연구에서 텍스트의 문장구조와 저작권등 언어적 표현이 언어적 이해와 법해석의 적용에서 법언어학의 보다 진일보한 추가적인 영역을 학술적으로 다루어 언급한바있다.

## 법률텍스트
법적인 텍스트(text)의 복잡한 문장구조는 법률이라는 사회적 기능의 통제라는 체계적이고 공정해야하는 복잡한 의도에 기인한다고 리스토 힐투넨(Risto Hiltunen)등의 법언어학자들은 그들의 연구에서 이를 언급한바있다. 이러한 맥락에서 당연히 강력한 그 의무가 요구된다고 기대하게 되는 법치국가에 있어서 법률 텍스트의 기술 의도는 분명하며 정확해야하는 엄격한 조건을 전제해야할 필요성을 함께 요구받는다고 할 수 있다.

## 같이 보기
- 법심리학